# Bodio, Ticino
Bodio är en ort och kommun i distriktet Leventina i kantonen Ticino, Schweiz. Kommunen har 899 invånare (2023).
I kommunen ligger den södra tunnelportalen för Gotthardbastunneln.